# Ritorno dall'inferno (film 1982 Bartlett)
Ritorno dall'inferno (Love Is Forever, anche noto come Comeback) è un film del 1982 scritto, diretto e prodotto da Hall Bartlett.